# Oxychora ruficincta
Oxychora ruficincta là một loài bướm đêm trong họ Geometridae.